# St. Peter, Rennweg am Katschberg
St. Peter je naselje v Občini Rennweg am Katschberg v Okraju Špital ob Dravi  na Koroškem v Avstriji.